# Berger Blanc Suisse
Der Berger Blanc Suisse (Weisser Schweizer Schäferhund) ist eine von der FCI  anerkannte Hunderasse (FCI-Gruppe 1, Sektion 1, Standard Nr. 347).

## Herkunft und Geschichtliches

### Schäferhunde als Gebrauchshunde der Schäfer
Den Ursprung aller Schäferhund-Rassen bildeten die Arbeitshunde der Schäfer. Diese Hunde hatten oft die Farbe Weiß, damit man sie in der Dunkelheit vom Raubwild unterscheiden konnte. Schäfer benötigen einen witterungsbeständigen, zuverlässig arbeitenden und belastbaren Hund. Durch die Selektion auf solche Merkmale entwickelten sich im Laufe der Zeit recht einheitlich veranlagte, gelehrige Herdengebrauchshunde.

### Vorgeschichte: Weiße Deutsche Schäferhunde
In den 1880er Jahren besaß Baron von Knigge den weißen Schäferhund Greif, der von dem Züchter Friedrich Sparwasser gekauft und mit der wolfsgrauen Hündin Lotte verpaart wurde. Aus dieser Verbindung stammte die Hündin Lene, die mit Kastor verpaart wurde, woraus dann am 1. Januar 1895 der Rüde Hektor Linksrhein fiel. Dieser Rüde wurde 1899 unter dem Namen Horand von Grafrath mit der Nummer SZ1 in das Zuchtbuch des Vereins für Deutsche Schäferhunde eingetragen. Horand und dessen Wurfbruder Luchs Sparwasser wurden nun bevorzugt als Deckrüden eingesetzt, wobei unter ihren Nachkommen weiße Welpen auftraten, die ebenfalls in das Zuchtbuch eingetragen wurden. Bekannte Vertreter waren u. a. Berno von der Seewiese und Hektor von Schwaben.
Im Jahre 1933 wurde die Farbe Weiß aus dem Rassestandard des Deutschen Schäferhundes gestrichen. Grund war, dass man ihm alle Erbdefekte bei der Zucht anlastete, wie HD, ED, Blindheit und Taubheit, Unfruchtbarkeit und allgemeine Lebensuntüchtigkeit; auch Stephanitz unterstützte in seinen letzten Lebensjahren diese Meinung. Weiße Schäferhunde wurden innerhalb der FCI als nicht mehr standardkonform angesehen und dadurch in Europa selten. Einige weiße Schäferhunde wurden jedoch in die USA und nach Kanada exportiert und schufen dort eine Zuchtbasis, der letztendlich auch die heutige Population in Europa zu verdanken ist. Die Popularität der "neuen" Rasse nahm in den Vereinigten Staaten und in Kanada rasant zu. Die großen Zuchtvereine American Kennel Club (AKC) und Canadian Kennel Club (CKC) erkannten diese jedoch nicht als eigene Rasse an. Sie wurden dort White German Shepherd (Weißer Deutscher Schäferhund) genannt. 1968 strich der „Shepherd Dog Club of America“ weiß ebenfalls aus dem Standard, und der American Kennel Club verweigerte danach die Aufnahme weißer Welpen in das Zuchtbuch. Weiß galt von da an auch in den USA für den Deutschen Schäferhund als Fehlfarbe, und weiße Welpen sollten sofort nach der Geburt getötet werden. Eine Ausnahme bildete der Canadian Kennel Club, der die weiße Farbe weiterhin als zulässig für den Deutschen Schäferhund anerkannte. Züchter der weißen Variante in den USA bildeten in der Folge unterschiedliche Zuchtclubs. 

### Weiße Schäferhunde: Die Entstehung einer neuen Rasse
In den 1970er Jahren kam der weiße Schäferhund nach Europa zurück, und zwar zunächst in die Schweiz. Agatha Burch brachte ihren 1966 geborenen Rüden Lobo aus den USA in die Schweiz mit. Dieser Rüde kann als Stammvater der Rasse in der Schweiz angesehen werden. Aus Verbindungen mit diesem in der Schweiz registrierten Rüden sowie weiteren Importhunden aus den USA und Kanada wurden die weißen Schäferhunde allmählich über ganz Europa verbreitet und unter sich weitergezüchtet. Die Hunde wurden seit Juni 1991 in der Schweiz als neue Rasse im Anhang des Schweizerischen Hundestammbuches (SHSB) geführt.

### Internationale Anerkennung
Die Population der weißen Schäferhunde besonders in Deutschland, der Schweiz, in Holland, Frankreich, Österreich und Schweden stieg nach 1991 stark an, und es wurde ein Versuch der Anerkennung als eigene Rasse durch die FCI gestartet. Aufgrund der Opposition des Vereins für Deutsche Schäferhunde, der im weißen Schäferhund eine Fehlfarbe seiner eigenen Rasse sah, verzögerte sich die Anerkennung allerdings.
Im Jahr 2001 erklärte sich die Schweizerische Kynologische Gesellschaft (SKG) dazu bereit, den für die internationale Anerkennung notwendigen Antrag an die FCI zu stellen. Dass die Schweiz das erste Land war, das acht voneinander unabhängige Linien nachweisen konnte, führte auch dazu, dass die Schweiz im Standard als Ursprungsland des Weissen Schäferhundes eingetragen ist und der Name mit Berger Blanc Suisse festgesetzt wurde. Die vorläufige internationale Anerkennung durch die FCI erfolgte auf den 1. Januar 2003, die endgültige Anerkennung am 4. Juli 2011.

## Beschreibung
Der Weisse Schweizer Schäferhund ist mittelgroß, leicht gestreckt, gut bemuskelt, die Knochen trocken und das Gesamtgefüge fest. Die Widerristhöhe beträgt beim Rüden 58–66 cm, bei Hündinnen 53–61 cm. Der Kopf muss dem Körper angepasst und keilförmig sein, das Scherengebiss vollständig mit 42 Zähnen, die Stehohren gut angesetzt und von mittlerer Größe. Die Oberlinie verläuft vom Halsansatz über den hohen Widerrist und den geraden Rücken bis zur leicht abfallenden Kruppe. Der Rücken ist mäßig lang, fest, kräftig und gut bemuskelt. Sowohl Vor- als auch Hinterhand müssen gut bemuskelt und ausreichend gewinkelt sein, um ein raumgreifendes Gangwerk zu ermöglichen. Das Deckhaar kann stock- oder langstockhaarig sein, wobei ausreichend Unterwolle vorhanden sein muss.
Er muss vom Wesen her ausgeglichen, nervenfest, selbstsicher, unbefangen und gutartig sein. Aggressivität ist ebenso abzulehnen wie Ängstlichkeit. Weiße Schäferhunde sind intelligent und lernwillig und daher für nahezu alle Hundesportarten geeignet. Sie sind problemlos, was die tägliche Pflege betrifft, aber anspruchsvoll im Hinblick auf die notwendige artgerechte Haltung und Beschäftigung, die ihnen geboten werden muss.

## Verwendung
Weisse Schweizer Schäferhunde sind laut FCI-Rassestandard Hütehunde und Treibhunde. Des Weiteren finden sie auch Verwendung als Wach-, Arbeits-, Schutz- und Gebrauchshund sowie als Rettungs-, Blindenführ- und Therapiehund.

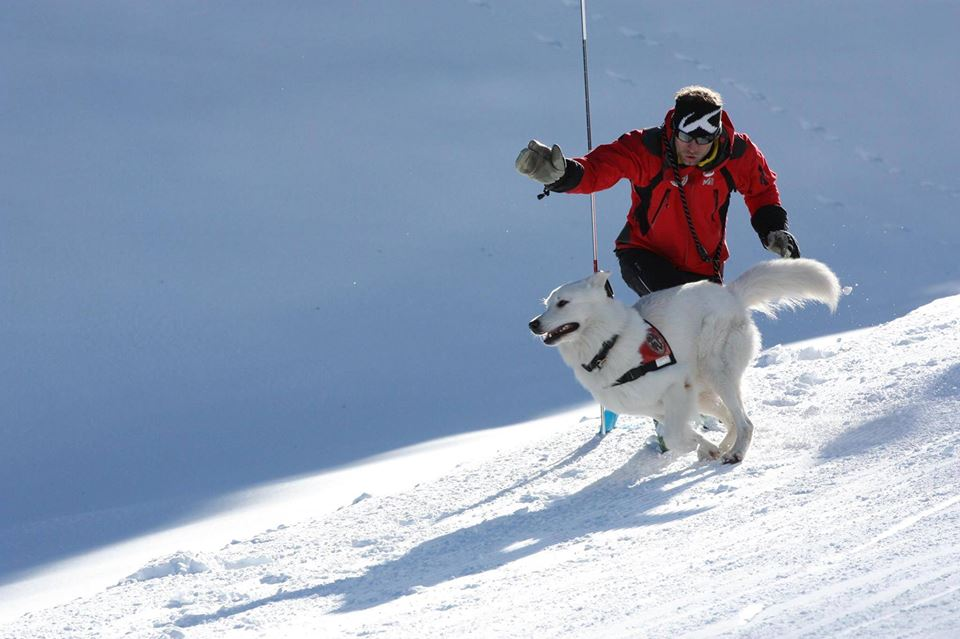
Berger Blanc Suisse bei der Lawinensuche

## Rasseabgrenzung
Bei der Zucht von Deutschen Schäferhunden werden immer wieder weiße Welpen geworfen. Nach den Regeln der FCI dürfen Weisse Schweizer Schäferhunde weder mit solchen weißen Deutschen Schäferhunden gekreuzt werden noch dürfen weiße Deutsche Schäferhunde in der Zucht der Weissen Schweizer Schäferhunde verwendet werden oder als solche umgeschrieben werden.